# UNTAC
L'Autorità di Transizione delle Nazioni Unite in Cambogia (UNTAC dall'inglese United Nations Transitionale Authority in Cambodia) è stata una missione di pace ed una amministrazione provvisoria della Cambogia da parte di un contingente militare-civile dell'ONU.
La missione venne decisa il 28 febbraio 1992 dal Consiglio di Sicurezza con la risoluzione 745 al fine di soppiantare la precedente missione di pace UNAMIC.

Bandiera dell'UNTAC

Il mandato dell'UNAMIC era quello di amministrare il territorio cambogiano in un periodo necessario a stabilizzare il paese, garantire l'ordine e la legge, indire democratiche elezioni e garantire il rispetto degli accordi di pace tra i partiti della Cambogia.
Il contingente fu composto da circa 200.000 effettivi (con un picco di 250.000 membri durante il periodo elettorale) di cui 18.000 militari, 900 osservatori e i restanti militari con compiti di polizia. Il numero di effettivi impiegati rende l'UNTAC una delle missioni di pace più grosse mai dispiegate.
Il personale proveniva da: Algeria, Argentina, Australia, Austria, Bangladesh, Belgio, Brunei, Bulgaria, Camerun, Canada, Cile, Cina, Colombia, Egitto, Filippine, Figi, Francia, Germania, Ghana, India, Indonesia, Irlanda, Italia, Giappone, Giordania, Kenya, Malaysia, Marocco, Namibia, Nepal, Nuova Zelanda, Nigeria, Norvegia, Paesi Bassi, Pakistan, Polonia, Regno Unito, Russia, Senegal, Stati Uniti, Svezia, Thailandia, Tunisia,  Ungheria ed Uruguay.
La missione lasciò il paese nel settembre 1993 con la nascita del Regno di Cambogia e della formazione del nuovo governo. Nonostante tutto questo i Khmer Rossi continuarono a combattere fino al 1999.